# Biren Basnet
Biren Basnet (Chhukha, 31 de dezembro de 1994) é um futebolista butanês que atua como ponta-direito. Atualmente joga pelo Thimphu City.

## Carreira internacional
Jogou sua primeira partida internacional em 14 de novembro de 2012, num amistoso contra a Tailândia, em que perderam por 5 a 0. 

## Vida pessoal
Até 2015, Biren é um estudante de segundo ano no Royal Thimphu College.